# 1058.
◄ | 10. stoljeće | 11. stoljeće | 12. stoljeće | ►
◄ | 1020-ih | 1030-ih | 1040-ih | 1050-ih | 1060-ih | 1070-ih | 1080-ih | ►
◄◄ | ◄ | 1055. | 1056. | 1057. | 1058. | 1059. | 1060. | 1061. | ► | ►►
Arhitektura • Astronomija • Knjige • Književnost • Kršćanstvo • Medicina • Pravo • Promet • Znanost

## Smrti
- Hrvatski kralj Stjepan I. (vladao od 1030.)
- 17. ožujka – Lulach, škotski kralj
- 29. ožujka – Stjepan IX., papa

## Vanjske poveznice
|  | Zajednički poslužitelj ima još gradiva o temi 1058. |